# Shunt cerebrale

Diagramma che illustra un tipico shunt cerebrale

Uno shunt cerebrale è un inserimento, per mezzo di un intervento chirurgico, di un sistema di drenaggio, solitamente posizionato nel ventricolo cerebrale destro. Essi sono comunemente usati per trattare l'idrocefalo, ovvero l'aumento delle dimensioni del cervello a causa di eccesso di accumulo di liquido cerebrospinale. Se lasciato incontrollato, il liquido cerebrospinale può portare ad un aumento della pressione intracranica che può portare a ematoma intracranico, emorragia cerebrale, schiacciamento del tessuto cerebrale o erniazione. Lo shunt cerebrale può essere usato per alleviare o prevenire questi problemi nei pazienti che soffrono di idrocefalo o altre malattie correlate.
Gli shunt esistono in molte forme diverse, ma la maggior parte di essi sono costituiti da un corpo a valvola collegato ad un catetere, la cui parte più distale viene solitamente posta nella cavità peritoneale. Le principali differenze tra shunt solitamente riguardano i materiali utilizzati per la loro costruzione, i tipi di valvola (se presente) e se essa è programmabile o meno.